# Julie Brousseau
Julie Brousseau (Ottawa, 9 de enero de 2006) es una deportista canadiense que compite en natación, especialista en el estilo libre. En los Juegos Panamericanos de 2023 obtuvo dos medallas, oro en 400 m estilos y bronce en 4 × 200 m libre.

## Palmarés internacional
| Juegos Panamericanos | Juegos Panamericanos | Juegos Panamericanos | Juegos Panamericanos |
| Año                  | Lugar                | Medalla              | Prueba               |
| -------------------- | -------------------- | -------------------- | -------------------- |
| 2023                 | Santiago (Chile)     | Medalla de oro       | 400 m estilos        |
| 2023                 | Santiago (Chile)     | Medalla de bronce    | 4 × 200 m libre      |